# Wilhelm Ernst (Theologe)
Wilhelm Ernst (* 9. Oktober 1927 in Bonenburg, Kreis Höxter; † 1. August 2001 in Erfurt) war ein katholischer Moraltheologe.

## Leben
Wilhelm Ernst studierte Katholische Theologie in Paderborn und Erfurt. Er ging 1955 freiwillig aus Westdeutschland in die Deutsche Demokratische Republik, obwohl er dem Regime der Sozialistischen Einheitspartei Deutschlands kritisch gegenüberstand. 1955 empfing er in Magdeburg das Sakrament der Priesterweihe, wurde danach Vikar in Halle (Saale) und ab 1959 Assistent am Priesterseminar / Philosophisch-Theologischen Studium in Erfurt. Dort wurde er mit einer Arbeit über die Tugendlehre des Francisco Suárez promoviert. Er wurde 1962 Studentenpfarrer in Magdeburg und habilitierte sich im selben Jahr.
1963 war er zunächst Dozent für Moraltheologie und Ethik, 1971 erhielt er einen Ruf auf eine Professur für Moraltheologie, Philosophie und Christliche Gesellschaftslehre am Philosophisch-Theologischen Studium Erfurt. Er war mehrfach Rektor der Erfurter Hochschule.
Daneben hielt er auch Gastvorlesungen an der Päpstlichen Universität Gregoriana in Rom und war Teilnehmer der vierten Sitzungsperiode des Zweiten Vatikanischen Konzils. 1992 wurde er emeritiert und lehrte als Emeritus bis 1995. Anlässlich seines 65. Geburtstages wurde er 1992 mit einer Festschrift geehrt.

## Wirken
Wilhelm Ernst hat zahlreiche wissenschaftliche Arbeiten publiziert. Seit 1972 war er Mitherausgeber der „Erfurter Theologischen Studien“ sowie Mitautor und Gesamtredakteur des Katholischen Erwachsenenkatechismus II „Leben aus dem Glauben“.
Er war Mitglied zahlreicher Gremien wie der päpstlichen Internationalen Theologenkommission in Rom.
Als Vorsitzender des Kuratoriums der Pädagogischen Hochschule Erfurt engagierte sich Ernst stark beim Wiederaufbau der Universität Erfurt und war Mitglied im Gründungssenat. Für seine Verdienste um Wissenschaft und Gesellschaft wurde ihm am 28. April 1997 das Bundesverdienstkreuz am Bande verliehen.
Er war seit 1952 Mitglied der katholischen Studentenverbindung  K.D.St.V. Falkenstein Freiburg im Breisgau im Cartellverband der katholischen deutschen Studentenverbindungen.

## Schriften
- Gott und Mensch am Vorabend der Reformation, Leipzig 1972
- Moraltheologische Probleme in der Diskussion (Hrsg.), Leipzig 1977
- Norm und Gewissen (Hrsg.), Leipzig 1984
- Grundlagen und Probleme der heutigen Moraltheologie (Hrsg.), Leipzig 1984